# テフロクロノロジー
テフロクロノロジー (tephrochronology) は、テフラ（火山砕屑物）を用いて、地層や地形の編年をする学問分野のこと。

## 概要
火山噴火によって噴出したテフラは、瞬時にその時代の地表面を広域に覆うため、地層中のテフラの同定を行うことにより、その地層の年代が決定できる。日本は火山国であるため、各地に大量のテフラが堆積しており、テフロクロノロジーを用いた研究が数多くなされている。火山活動だけでなく、地震、津波、地形変化、人々の生活などがいつどのように起こったのかが解明されている。深海底堆積物や氷床中のからもテフラは発見され、地球規模の気候変動や、海水面変動などの規模や年代の解明に利用されている。

## 日本のテフラ研究の進展
日本のテフロクロノロジーの第一人者は町田洋である。町田洋と新井房夫は、姶良Tn火山灰の広域性を見出したころ、東京にも鹿児島のシラスがある、と吹聴していたという。シラスとは、姶良カルデラの大火砕流堆積物である。2人は姶良Tn火山灰のように日本列島をおおうような分布の広いテフラは例外的ではないと考えており、次第に発見例が増えるにつれ、テフラは広域に分布する性質のものであって、広域火山灰の時空にまたがるネットワークを張り巡らす必要がある」と考えていた。
その後、十数年間に多数の広域テフラが見つかり、それらは歴史時代から100万年前までの長い時間にわたっている。テフラからは、どの火山がいつ噴火したのか、ということだけでなく、噴火の規模や様式についても正確な情報が得られる。
また、世界に目を向けると、姶良Tn火山灰と似たもの、もっと広域に分布する火山灰が各地で知られるようになった。

## 日本における広域テフラの発見
第四紀後期の広域テフラ
- 鬼界アカホヤテフラ　6300年前
- 姶良Tnテフラ　2.2 - 2.5万年前
- 阿蘇4テフラ　7 - 9万年前
- 阿多テフラ　9 - 11万年前
- 鬱陵隠岐テフラ　9300年前
- 大山倉吉テフラ　5万年前
- 三瓶木次テフラ　8 - 10万年前
- 御岳第一テフラ　8 - 10万年前
- 白頭山苫小牧テフラ
- クッチャロ庶路テフラ
- 支笏第一テフラ　3.1 - 3.4万年前
- 洞爺テフラ

第四紀中期の広域テフラ
- 阿多鳥浜テフラ
- 加久藤テフラ
- 小林-笠森テフラ
- 誓願寺-栂テフラ
- 猪牟田-アズキテフラ

## 海外の大規模テフラ
北米
- Mazama tephra 6800年前
- Yellowstoneの3テフラ
- Bishop

インド洋
- Toba tephra

東地中海
- Campanian tephra

中米
- Los Chocoyos tephra

## 世界におけるテフロテクノロジー
今後もテフラ同定技術の進歩とともに、陸・海から多数の広域テフラが見出されるに違いないと考えられている。それらは地層や地形の広域対比に有効な資料となり、グローバルな環境変遷史に重要な役割を果たす。例えば、日本列島起源のテフラがアラスカや北米西岸地域で認められたり、インドネシアのテフラがインド、北アフリカなどで探索されたりすることなどが考えられる。しかしそれには世界各地のテフラ情報の充実が必要となる。